# 230省道 (安徽省)
安徽省道230，即蒿紫路，是安徽省省道之一。 230省道起于宿州市埇桥区蒿沟乡，于大店镇沟通 大卢线、 墩阜路，于任桥镇沟通 合相路，于鲍集镇沟通 威汕线、 头双路，于荆芡乡沟通 舟鲁线，于白莲坡镇沟通 启那线，于常坟镇沟通 小唐路，高皇镇至洛河镇与 桥界路共线，于长丰城区沟通 合阜路、 半长路，于庄墓镇再度接入 威汕线，小甸镇至双庙镇与 白迎路共线，于炎刘镇沟通 十龙路，于高刘街道沟通 高孙路，与小庙镇沟通 沪霍线，于紫蓬镇沟通 上叶路，终于合肥市肥西县紫蓬镇。途经宿州市区、固镇县、怀远县、淮南市区、长丰县、寿县、蜀山区和肥西县。